# Latimeria
Latimeria – rodzaj drapieżnych ryb mięśniopłetwych obejmujący współcześnie żyjące gatunki z podgromady ryb trzonopłetwych, uważanej przez długi czas za wymarłą ponad 60–70 mln lat temu. Latimerie bywają nazywane żywymi skamieniałościami.

## Opis
Osobniki osiągają długość do 180 cm i masę do 80 kg. Ich płetwy parzyste osadzone są na ruchomych trzonach, poruszane ruchem wiatrakowym. Płetwa ogonowa jest trójpłatowa. Latimerie żywią się głównie innymi rybami i głowonogami. Bytują na głębokościach 150–700 m, nad skalistym dnem i w jaskiniach pochodzenia wulkanicznego.
Dożywa do 100 lat, dojrzałość płciową osiąga ok. 20 roku życia. Jajożyworodna, ciąża trwa 13–15 miesięcy, samica rodzi od 5 do 25 młodych.

## Historia
Pierwszą znaną nauce latimerię złowiono 22 grudnia 1938 roku u ujścia rzeki Chalumna. Rybę odkupiła od rybaków Marjorie Courtenay-Latimer – kustosz muzeum miejskiego w East London. Wykonany przez siebie szkic przesłała profesorowi J.L.B. Smithowi, który oświadczył, że byłby mniej zdziwiony, „gdyby spotkał na ulicy żywego dinozaura”.
Kolejny okaz złowiono w 1952 roku u wybrzeży Komorów. Latimeria chalumnae żyje w Oceanie Indyjskim u wybrzeży Afryki Wschodniej, osiąga długość do 200 cm i masę do 95 kg.
W 1997 roku Arnaz i Mark Erdmannowie na bazarze na indonezyjskiej wyspie Celebes znaleźli dziwną rybę. Gdy sprawdzili jej opis w Internecie, okazało się, że przypomina afrykańską Latimeria chalumnae, lecz różni się od niej ubarwieniem (osobniki afrykańskie są błękitne, podczas gdy indonezyjskie są brązowe). Nowy gatunek opisano jako Latimeria menadoensis. 19 maja 2007 u wybrzeży Celebes w pobliżu Parku Narodowego Bunaken latimerię wyłowił indonezyjski rybak; 15 lipca dwóch rybaków z Zanzibaru złowiło osobnika długości 1,34 m ważącego 27 kg.
W 2013 r. ogłoszono zsekwencjonowanie genomu Latimeria chalumnae.

## Klasyfikacja

Kręgowce charakterystyczne dla późnego dewonu: ryby mięśniopłetwe i czworonogi ziemnowodne.
Z mięśniopłetwych ryb, jak eustenopteron, wyewoluował panderichthys, które mógł oddychać powietrzem atmosferycznym na mulistych płyciznach, a następnie tiktaalik, który przy pomocy kończynopodobnych płetw mógł wychodzić na ląd, poprzedzając pierwsze czworonogi takie jak akantostegi, których stopy miały osiem palców i ichtiostegi z rozwiniętymi kończynami, bytujące w roślinności porastającej nabrzeżne mokradła. Latimerie także wyewoluowały z mięśniopłetwych.

Latimerie początkowo (wielu autorów nadal) zaliczano do rodziny Coelacanthidae, a po odkryciu blisko spokrewnionych z nimi gatunków wymarłych wyodrębnione zostały do rodziny Latimeriidae, Coelacanthidae obejmuje gatunki wymarłe.

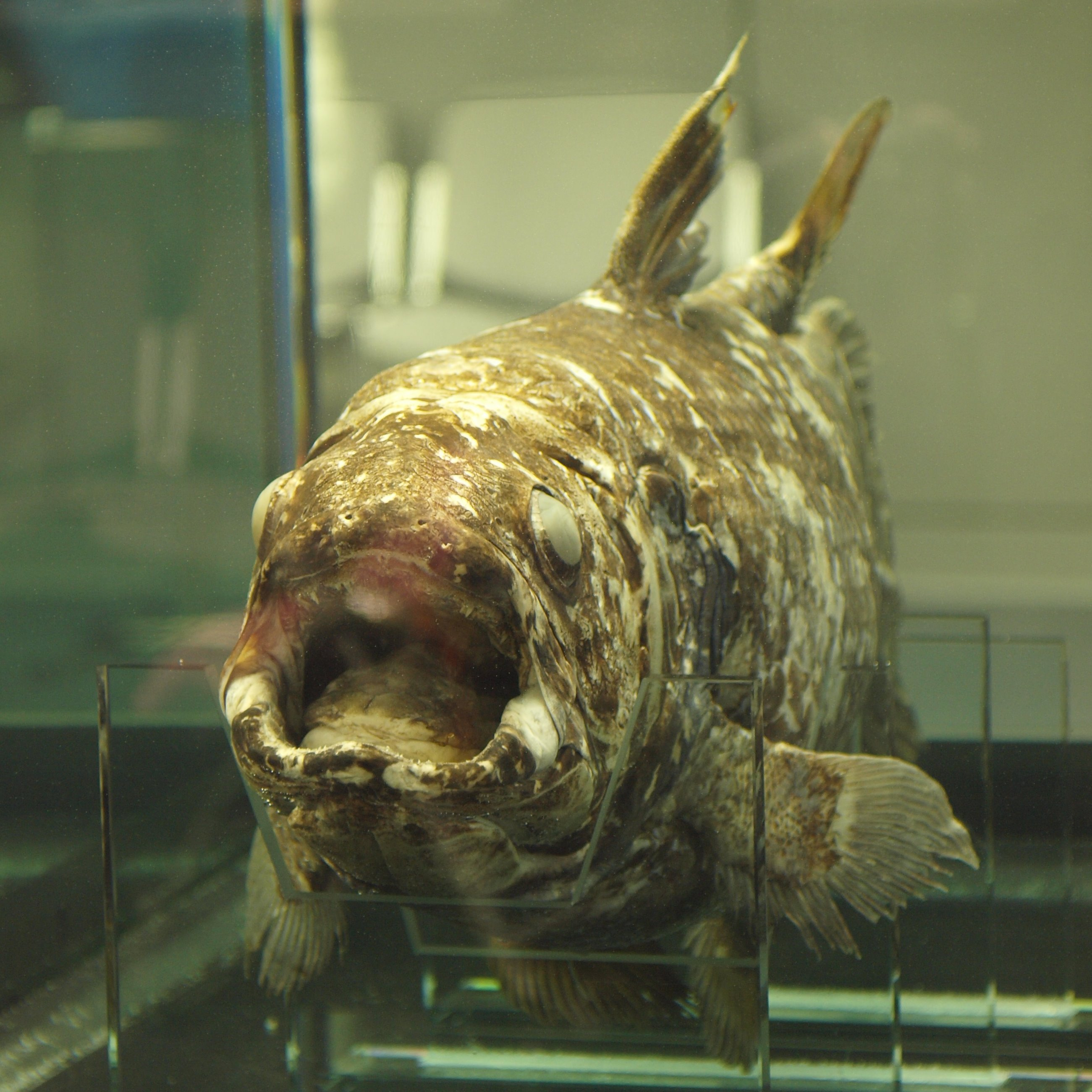
Latimeria menadoensis

Gatunki zaliczane do tego rodzaju:
- Latimeria chalumnae – latimeria
- Latimeria menadoensis